# Wellingham
 (juillet 2023).
Wellingham est une paroisse civile et un village du Norfolk, en Angleterre.